# Пиа Равенна
Пиа Равенна (швед. Pia Ravenna, настоящее имя Hjördis Sophie Tilgmann, 25 октября 1894 — 19 октября 1964) — финская оперная певица (сопрано). Её называли «финским соловьём».

## Биография
Йордис Софи Тильгманн родилась в 1894 г. в Гельсингфорсе в шведоязычной финской семье. У неё был брат Арнольд Тильгманн, впоследствии ставший оперным певцом-тенором.
Сценическое имя «Пиа Равенна» Йордис взяла от своего прозвища «Пиан» и итальянского города Равенна.
Пиа начала обучаться пению с 1910 г. в Хельсинки у Элин Фострём. Обучение заняло 5 лет, но её дебютный концерт состоялся уже 1913 г. В 1915 г. Пиа отправилась в Санкт-Петербург продолжать обучение у Альмы Фострём, сестры Элин Фострём. В 1917 г. Пиа впервые выступила на сцене в опере «Севильский цирюльник» Россини в роли Розины и получила хорошие отзывы. В последующие годы она пела в «Риголетто» Верди, «Лакме» Делиба, «Фаусте» и др. Несмотря на сопутствующий ей успех, Пиа решила продолжить обучение — училась в Стокгольме у Сары Кайер и в Милане у Фредерико Коррадо. Учёбу она совмещала с концертами в странах Скандинавии.
В 1921 г. Пиа вместе с Нелли Мелбой выступила в Опере Монте-Карло, также они вдвоём участвовали в «Богеме» Пуччини. После выступлений в Монако Пиа присоединилась к итальянской труппе в Египте, в 1921—1923 гг. работавшей в Каире, Александрии и Порт-Саиде. Она исполняла партии в «Севильском цирюльнике», «Риголетто», «Травиате» Верди, «Сомнамбуле» Беллини, «Лючии де Ламмермур» Доницетти. После Египта большую часть 1920-х гг. она гастролировала в Италии и Центральной и Восточной Европе с концертами и в качестве приглашённой певицы в оперных театрах от Берлина до Бухареста.
В 1924 г. Пиа Равенна вышла замуж за певца Алессио Коста. Муж аккомпанировал её на пианино и выступал с ней дуэтом. В 1929 г. они вместе открыли частную школу Studio Ravenna-Costa, где преподавали пение. Кроме того Пиа преподавала в Хельсинкском музыкальном институте. Дольше всего, с 1928 по 1940 гг., она работала в Финской национальной опере, исполняя обычный в те времена классический репертуар. В 1930-е гг. она гастролировала по Польше и Прибалтике.
В 1948 г. Пиа написала книгу Gästspel i Egypten, в которой рассказала о своей работе в Египте в 1921—1923 гг.
Последний концерт Пиа дала в октябре 1951 г. в Хельсинкской консерватории. После выхода на пенсию она давала уроки пения студентам и путешествовала. Пиа Равенна умерла в 1964 г. в Хельсинки в возрасте 69 лет.